# Замок Финлейтер
Замок Финлейтер (англ. Findlater Castle) — шотландский замок, который находится в области Абердиншир в Шотландии. Расположен на живописном утёсе на берегу моря в полутора километрах к северо-западу от деревни Сенденд. Название замка связано с высоким содержанием в породе скалы минералов кварца — оно произошло от норвежских слов fyn и leitr, что значит Белый утес.

## История
Первоначально на месте замка находилась крепость, выстроенная в XIII веке королём Шотландии Александром III в оборонительных целях перед вторжением короля Норвегии Хакона IV. Первое упоминание о крепости в письменных источниках относится к 1246 году. Впоследствии она была захвачена и разрушена викингами, а на её развалинах был построен тот Финлейтер, руины которого сохранились до наших дней.
Предположительно второй замок был построен Синклерами в конце XIV века, либо в середине XV века, когда эти земли отошли клану Огилви.
В 1546 году сэр Александр Огилви лишил наследства своего сына Джеймса и передал замок в собственность сэра Джона Гордона, сына 4-го графа Хантли. Тогда Джеймс воспользовался связями при дворе Марии Стюарт, чтобы силой королевской власти решить вопрос с наследством в свою пользу.
В 1562 году граф Хантли был обвинён в измене. Владения его семьи подлежали конфискации, и поэтому в том же году армия Марии Стюарт осадила Финлейтер. Джон Гордон отказался сдаваться и отбил атаку, но в конце концов был захвачен в плен и казнён в Абердине.
Замок затем вновь отошёл Огилви, но уже в начале XVII века они переехали из Финлейтера в городской дом в Каллене.